# Langdysse von Vielsted
Der Langdysse von Vielsted (auch Vilsted oder dänisch Langdysse ved Gyrstinge Sø genannt, obwohl der See weiter östlich liegt) liegt südlich von Vielsted, auf der Westseite des Nyrupvej und ist ein gut zugänglicher und erhaltener Langdysse aus der Jungsteinzeit. Die Megalithanlage wurde von den Leuten der Trichterbecherkultur (TBK) zwischen 3500 und 2800 v. Chr. auf der dänischen Insel Seeland errichtet. Mitten im Feld, 500 m östlich, liegt der Runddysse von Vielsted mit beschränktem Zugang.
Das Nord-Süd orientierte Hünenbett enthält zwei Dolmen, die ursprünglich von dem einst von großen Randsteinen gefassten Erdhügel bedeckt waren. Der Langdolmen ist gut erhalten, weil er im Garten eines inzwischen abgetragenen Hauses lag, wo er früh durch eine freiwillige Vereinbarung geschützt wurde.

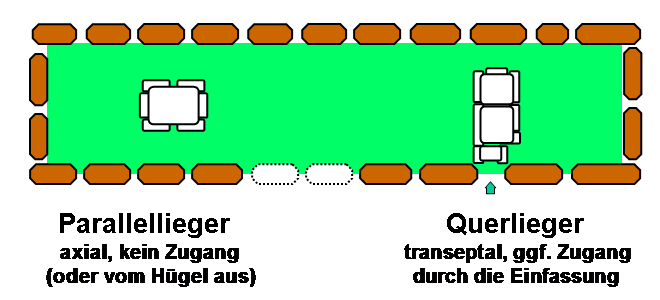
Längs- und Querieger – rechts

## Die Kammern
Der nördliche Dolmen ist ein Querlieger mit der Kammer, einem Schwellenstein und erhaltenen Teilen des Ganges (ohne die Decksteine) auf der Westseite.
Der südliche Dolmen hat im Gegensatz dazu eine atypische Gangausrichtung in der Längsrichtung des Hünenbettes nach Norden (was selten ist). Die nicht völlig befriedigende Erklärung könnte sein, dass ein ursprünglicher Rundhügel, mit nur einer Kammer (Südkammer), später um die Nordkammer erweitert und zum Hünenbett umgestaltet wurde. Es bleibt einer künftigen archäologische Untersuchung vorbehalten, ob die Umbauthese zutrifft.